# Свети Сава
Свети Сава (око 1175 — 14. јануар 1235) био је српски принц, монах, игуман манастира Студенице, књижевник, дипломата и први архиепископ аутокефалне Српске православне цркве. Рођен је као Растко Немањић, најмлађи син великог жупана Стефана Немање, и брат Вукана и Стефана Првовенчаног.
Kao младић добио је од оца на управу Захумље (1190. или 1191). Убрзо 1192. године Растко је побегао на Свету гору и замонашио се у руском манастиру Светог Пантелејмона, где је добио име Сава. Касније је са својим оцем, који се замонашио и добио име Симеон (вероватно 25. март 1196), подигао манастир Хиландар (1198—99), први и једини српски манастир на Светој гори.
У Србији је 1202. године дошло до рата за власт између синова жупана Стефана Немање. После измирења 1204. године велики жупан Стефан Првовенчани и кнез Вукан позвали су Саву да их потпуно измири и он се вратио у Србију почетком 1208. године. Истовремено се бавио просветитељским радом, настојећи приближити својим сународницима основе верске и световне поуке, да би се 1217. вратио на Свету гору. Године 1219. Сава I Српски је убедио Васељенског патријарха и никејског цара да одобре аутокефалност (самосталност) српске цркве са статусом архиепископије. Васељенски патријарх Манојло I Цариградски у Никеји је именовао Саву I за првог архиепископа Србије. Сава остао је архиепископ све до 1233. године, да би га тада заменио његов ученик Арсеније I Сремац.
Два пута је путовао у Палестину. На повратку са другог од тих ходочашћа у Свету земљу, смрт га је затекла у тадашњој бугарској престоници Великом Трнову 14. јануара 1235. Његове мошти је у манастир Милешеву пренео његов нећак, краљ Стефан Владислав I.
Сава је оставио више писаних дела. Зато је био један од значајнијих писаца и правника из средњег века код Срба. Његова најзначајнија писана дела су Житије Светог Симеона, Карејски типик, Хиландарски типик и Студенички типик, као и Законоправило.
Образујући будуће службенике православне цркве стекао је велике заслуге за развој школства и просвете код Срба у средњем веку. У Србији и Републици Српској се дан његове смрти (27. јануар по новом календару) обележава као Дан просвете.
Савин култ у народу био је јак. После једног устанка Срба против Османског царства, турски заповедник Синан-паша је наредио да се спале мошти Светог Саве на Врачару вероватно 1594. На месту где се мисли да је била дигнута ломача да уништи последње остатке Светог Саве сазидан је Храм Светог Саве, највећа православна богомоља код Срба.

## Биографија

### Рођење и младост
Према Савиним животописцима монасима Доментијану и Теодосију последње дете великог жупана Стефана Немање I и његове жене Ане, које је на крштењу добило име Растко, рођено је када су се они уплашили да су остарили и престали да добијају децу. Савини животописци описују како је „прошло много времена откако је престала да рађа” његова мајка Ана и да су се због тога она и њен муж молили Богу да им подари још једно дете, па им је он вероватно постао мезимац. Као малог нису га занимали интереси својих бивших генерација, да створе и ојачају државу која ће бити политички центар народа. Као мали занимао се у веру и верски утицај, више су га занимале хришћанске легенде о старим свецима и мученицима, него шта се дешавало око њега. Више је волео да пости, чита Свето писмо и верске књиге и да се предаје молитви, него весеље и забава. Вероватно су га занимали и Крсташки ратови и када је немачки цар Фридрих I пролазио кроз Србију и свратио у Ниш код Растковог оца, где је био угошћен. Стефан Немања је то видео као добар политички циљ, мада Растка ни држава ни политика нису занимале. Када је Немања изгубио битку на Морави 1190. године, Растко је то видео као корак ка добром путу и „да је оправдана његова предност вери, и потврду уверењу о пролазности и ништавилу свега на свету, сем љубави, наде и задовољства што их даје Христова наука.”. Растко је био предмет љубави не само својим родитељима, који су се све више ближили вери, већ и његовој околини, који су са љубављу и заносу слушали понашање младог принца.
После пораза на Морави, Стефан Немања је почео да гради свој манастир Студеницу, где је планирао да буде сахрањен. „Зидање манастира, боравак у томе крају, створеном за занос и за испоснички живот, и опћење са монасима, са којима је у то доба долазио у додир”, натерало је Раста да размисли о одласку у манастир. Растко је од монаха чуо како постоји иза Солуна свето место које се зове „Света Гора”, где у великом броју живе монаси, који су „оставили свет, отказали се од свега телесног и материјалног и посветили се Богу, посту и молитви”. Све ово је натерало Растка да размисли о бегу у Свету Гору, јер је вероватно знао да му родитељи неће дозволити. Срце га је вукло тамо, јер у Србији није могао испунити своје жеље и идеје.
 У једној повељи Стефана Немање I коју је издао Сплиту спомиње се његов син Растко као управник у Захумљу. До средине 1190. године Захумљем је управљао Немањин брат кнез Мирослав. Тако је Растко после кнеза Мирослава могао бити на положају управника у Захумљу од друге половине 1190. године, а то значи и да је тада морао имати петнаест година и да је рођен најкасније око 1175. Према Теодосију Растко је својом облашћу управљао око две године и његов одлазак на Свету гору се могао догодити 1192. или 1193. Као управник у Захумљу Растко је имао свој двор, дворјане и слуге. Повремено је са делом својих дворјана одлазио и посећивао владара и добијао савете како да превазиђе тешкоће у управљању Захумљем.
Родитељи су се побринули да се Растко школује, тј. да упозна свете хришћанске књиге, „а када узрасте до петнаест година, оделише му родитељи један крај државе своје”. После, „када је дошао до седамнаесте године”, Растко је побегао са очевог двора и отишао на Свету гору да се замонаши.
Доментијан и Теодосије описују како је пред одлазак на Свету гору Растко дошао из своје области на очев двор. Ту је приређено славље које је трајало неколико дана. На слављу се затекоше и неки монаси са Свете горе, који су дошли да траже поклон за своју заједницу од великог жупана. У разговору са једним од монаха, неким Русом, Растко се одлучио да оде на Свету гору. Родитељима је рекао да иде у лов у неку од гора, али је кренуо према Светој гори.
Велики жупан је послао војводу и потеру да пронађе Растка који је нестао. Стигли су га тек на Светој Гори у манастиру Св. Пантелејмона, али он их је ту преварио и док су они спавали успео се замонашити под именом Сава.

### Сава као светогорски монах
Чуло се по Светој Гори и изван ње да се српски принц замонашио, па је од тада постао славан, јер је хтео да постигне оно што су и стари свеци и мученици. Није хтео да немају никаквог обзира према њему и да га гледају као обичног монаха. Зато је он, „сем молитве, поста и подвизања, вршио и све манастирске послове”. Често је носио храну испосницима по пећинама, што су слали велики манастири. Његов живот на Светој Гори се доста тамо препричавао, његове незгоде и згоде. Био је тамо доста вољен и често се описивао као „побожан, уредан, вредан, дисциплинисан, окретан, бистар и довитљив младић”, због тога се често похвалом и усхићену говорило о њему. Иако је Сава молио да га не разликују од обичних калуђера, монаси и игумани ипак јесу. Зато је његов игуман стално гледао да „не претерује у својој ревности при вршењу верских обреда”, како не би упропастио здравље и да не упадне у неку невољу.
Убрзо по замонашењу Сава је посетио манастир Ватопед и замолио његовог игумана и братство да га приме а они су то прихватили. Тако је прешао из манастира Пантелејмона у Ватопед. У Ватопеду, који је основан 985. године, монах Сава провео је неколико наредних година. Игуман Ватопеда је био приморан да одбија његове захтеве и молбе, и не само то, већ и да и му „оштро забрањује поједине претеране поступке у вршењу верских дужности, како их је Сава у то доба схватао”. Сава је новац који је добио од браће и родитеља, све потрошио донирајући манастиру, тако да је обдарио манастир Ватопед, и у њему сазидао три цркве: цркву Богородице на граду, на пиргу цркву Преображења и цркву Св. Јовану Златоусту. Осим тога је покрио оловом велику манастирску цркву. Сава је стално својим родитељима слао писма да оставе државу и да се замонаше, што је имало утицај на Стефана Немању. На одлуку Немање I да се одрекне власти и замонаши утицала је смена на престолу у Цариграду и успон на царски престо Алексија III, који је био таст Првовенчаног. На државном сабору 25. марта 1196. године власт и титулу великог жупана дао је средњем сину Првовенчаном, а опис тога оставио је и Сава I Немањић у Студеничком типику.

„... изабра племенитог и драгог сина Стефана Немању, зета Богом венчанога кир-Алексија, цара грчкога, …“

Свети Сава I Немањић, 
Али Стефан Немања I, монах Симеон није одмах отишао у Свету Гору, већ је мало остао у Србији, у манастиру Студеници, коју је градио целог свог живота, да види како ће његов син и наследник на великожупанском престолу Стефан Немања II (потоњи првовенчани краљ) да води државу, тек након тога је отишао на Свету Гору. Дошао је 2. новембра 1197. године монах Симеон, тј. његов отац Стефан Немања I.
Али иако су давали новац и другим манастирима, највише се исплатило манастиру Ватопеду, где су њих двојица становали. Осим новца, обновили су цркву Св. Симеона у Просфору и подигли су око цркве град и купили су 50 оброка за манастир и то све за Ватопед. Осим тога „сазидали су у самом манастиру палате, засадили винограде, испросили су од цара метохије, населили на њима људе из Србије, и све то дали Ватопеду”.
У новембру 1197. године монах Симеон је неко време обилазио Свету гору. Монаси су молили Саву да оде у Цариград и да тамо код цара Алексија III, таста Симеона, сврши неке ствари за Ватопед, надајући се да ће Сава као владичин син, боље да одради боље посао него игуман. Зато је монах Сава I Српски послат у новембру или децембру 1197. године у Цариград. Тамо је тражио од цара Алексија III Анђела да за потребе Ватопеда допусти обнову запуштених манастира, где се налазио и Хиландар, који се у то време јавља под старијим обликом имена Хеландарион. Цар је издао једну, данас изгубљену, повељу којом је одобрио обнову запуштених манастира, где се налазио и Хиландар (Χιλανδαρίου) за Ватопед. Тако је почетком 1198. могла почети обнова Хиландара. Светогорски монаси су завидели Ватопеду, шта су им Симеон и Сава све учинили, зато се родила мисао да се подигне манастир за Србе, који долазе и који су већ ту.
Тада је дошло до преокрета, а према Доментијану неки „богобојажљиви муж” посаветовао је Саву да на Светој гори оснује српски манастир, а Сава је то прихватио и пренео замисао оцу Симеону. У првој половини 1198. одржан је састанак прота и светогорских игумана, без присуства игумана Ватопеда. Са тог састанка је послата молба, коју је цару однео монах Никон, да одобри да Хиландар постане имовина Симеона и Саве и да они од њега изграде српски манастир. Сличну молбу послали су и монаси Симеон и Сава. Зато је у јуну 1198. године цар потписао повељу којом одобрава Симеону и Сави I подизање српског манастира Хиландара. Повеља је изгледа остала у Цариграду до краја 1198. и тада је била оверена. Ипак одлука цара да изда повељу је била пренета Сави I и Симеону и они су 1198. године је почели градњу Хиландара. Сава је средином 1199. године поново посетио Цариград да би добио нову повељу за Хиландар од цара Алексија III Анђела, коју је цар потписао у јуну 1199. године, а којом је Хиландару предат и опустели манастир Зиг. Баришић мисли да је Сава тада можда преузео и цареву повељу за Хиландар из јуна 1198.
Када је цар својом повељом из 1198. одредио Симеона и Саву за осниваче и ктиторе манастира, Симеон, тј. Стефан Немања је издао своју повељу о оснивању Хиландара. Како она нема датум издавања може се претпоставити да је издата у другој половини 1198. или 1199. години. Сава Српски је вероватно учествовао у састављању те повеље и био најзначајнији организатор живота у Хиландару. Ипак, у време оснивања Хиландар Сава I је имао око 23 године, а за игумане се у правилу бирају старији монаси, тј. они који имају више од 30 година. Тако је први игуман Хиландара постао монах Методије.
У то доба нашао је Сава једно врло лепо место усред Кареје, које му се необично допало, па га је купио и сазидао је ту испосницу и у њој цркву, коју је посветио Св. Сави Јерусалимском, и за коју је одредио, да у њој живе два до три монаха као испосници. Сава је израдио и посебан типик за ту своју испосницу са врло строгим одредбама за монахе, који буду ту живели. И сам Сава је у тој својој испосници у више махова проводио краће или дуже време, придржавајући се строго правила, која је за монахе, који у њој живе, сам био прописао. Када је Немања прешао у Хиландар, он је већ био стар и изнемогао, и његови су дани били избројани. Он је, уосталом, мирно чекао смрт, јер је имао за собом живот, испуњен добрим и корисним радом, а на крају живота је постигао при пуној свести оно, што је желео, и за чим је давно чезнуо. Почетком фебруара 1200 год. Немања је почео слабити и осетио је да му се приближује крај. Он је тај крај чекао и дочекао са стојичном мирноћом правога хришћанина. Последњих дана пред смрт, Немања се стално молио Богу и свакога се дана причешћивао. Сава је био стално уз њега и описао је последње дане и часове свога оца са необичном љубављу и сентименталном нежношћу. Немања је, по Савином причању, на самртном часу давао мудре и практичне савете за своју децу и потомство, и умро је у наручју свога мезимца, мирно и тихо, без болова, смрћу праведника (13. фебруара 1200 год.).
Сави је Немањина смрт задала велик и дубок бол. И ако га је могло тешити уверење о праведном животу и праведничкој смрти очевој, и ако је он као прави хришћанин имао дубоко и пуно уверење, да је овај растанак са оцем на земљи само привремен, а да ће се они наћи и састати у вечном животу и блаженству на оном свету, ипак је телесни осећај и бол због очеве смрти био јачи од верског уверења, ма колико да је оно било јако, и Сава је, искрено и скршен великом тугом, оплакао и свечано сахранио свога оца.
После Немањине смрти Сава је остао сам у Хиландару са петнаестак монаха. Он сам прича, да се нелагодно и непријатно осећао због пустоши и због разбојника, којих је у то доба било на све стране пуно у Светој Гори, и који су нападали и пљачкали калуђере и манастире. Стога је Сава пре свега прегао, да што пре окупи све већи број монаха у Хиландар, и успео је, да их за кратко време скупи до деведесет, и да уреди и осигура манастир у сваком погледу.
Али, и ако је, када је подигнут Хиландар, Сава главну пажњу и бригу посветио своме манастиру, он је ипак, и после тога, још увек много чинио и другим манастирима и помагао их је издашно. Једном приликом разбојници су, причају Савини биографи, напали и опљачкали манастир Каракалу, а игумана и сву братију продали у робље лаври Св. Атанасија. Братија манастира Каракале није имала средства да се искупи од Лавријота, па су се обратили на Саву са молбом, да им помогне. Сава се одазвао њиховој молби, искупио је манастир и ослободио сву братију. Манастир 40 мученика у Ксеропотаму, који је био опљачкан од разбојника те запустио и био склон паду, Сава је обновио и дао сликати.
Тешке су прилике настале у Србији после Немањиног одласка у Свету Гору. И ако је Немања, за време свога дужег бављења у Србији после абдикације, био стекао пуно уверење, да се ново стање, створено његовом абдикацијом, довољно средило и учврстило, и да он може мирне душе оставити земљу, — ускоро после његовог одласка у Свету Гору почели су се јављати разни знаци, који су показивали, да прилике у земљи нису ни близу онолико сређене, колико је то Немања желео и замишљао.
Чим је Немања отишао из Србије најстарији његов син Вукан, незадовољан што је мимо њега његов млађи брат постао владалац, ударио је путем, који је био у опреци са целим Немањиним радом и свом његовом политиком. Вукан је ухватио везе са Угарском и са енергичним и предузимљивим папом Иноћентијем III, у нади, да ће помоћу њих моћи повратити своја напуштена и изгубљена права на престо. Стеван је истина покушао да омете Вуканову акцију у томе правцу, али је Вукан изгледа више нудио, особито Угарској, но Стеван. Ствари су ускоро узеле толики обрт, да није могло бити сумње у то, да ће оне довести до отвореног сукоба међу браћом.
Немања и Сава су свакако знали шта се у Србији ради и спрема. Немања је без сумње био забринут због таквог развоја ствари, и они мудри савети о слози и потреби да се иде правим путем, што их је Немања, по Савином причању, давао на самрти својој деци, свакако су изазвани и вестима о ономе, што се у то доба дешавало у Србији, јер су те вести са разлогом бацале у бригу Немању и изазивале у њему оправдану бојазан, да може доћи у питање све, што је он у току целога свог века са муком стварао.
За Немањиног живота међутим није дошло до отвореног сукоба међу браћом. Али чим је Немања склопио очи дошло је до борбе међу њима, и у Србији је букнуо грађански рат. Вукан је, помоћу угарске војске, потиснуо Стевана и завладао српском државом (у пролеће 1202 г.). Али је ускоро после тога Стеван успео, помоћу бугарског цара Калојована, да сузбије Вукана и да опет заузме престо (у лето 1203 год.).
Ако је већ грађански рат начинио пустош у земљи и нанео силну штету и држави и народу, још је већу пустош учинила глад, која је после Стевановог повратка завладала у Србији, од које је силан свет помро, због које се расељавао и продавао своју децу у робље да се исхрани. Још много година после тога писац Савиног житија Доментијан цртао је живим бојама страхоте, које је у Србији изазвала та глад. Сави је иначе већ, далеко од свих својих, када је изгубио оца, морало бити необично тешко, али му је свакако морало бити још теже, кад су му почели стизати гласови о борби међу браћом, о грађанском рату у Србији и о глади, која је покосила силан свет. Вест о приликама и о догађајима у Србији узбудили су без сумње много Саву. Он је сада почео осећати, да и ван вере, поста и молитве, има и других ствари, које човека могу занимати, да има и ван питања о богу и вечном животу и других питања, која могу човека мучити, и да и ван љубави према Христу, цркви и еванђељу, има и друге љубави, која може изазивати радости и болове. Сава је онда вероватно први пут осетио, да га нешто вуче на другу страну, у обичан живот, који је он дотле избегавао, и у дневну борбу, коју је он дотле презирао. Можда је он већ онда осетио чежњу и потребу, да се врати у Србију, у живот, у практичан рад, у борбу. Ускоро су међутим у самој Светој Гори настале прилике, које су дефинитивно определиле Саву, да остави Свету Гору и да се врати у Србију.
Доментијан наводи да је Сава, боравећи у Цариграду, посетио манастир Богородице Евергетиде, одакле је узео један примерак манастирског типика и дао да се преведе на старословенски 1199. године. Тај превод је после, у делимично измењеном облику, постао типик Хиландара, а касније и Студенице.
Између 1200. и 1204. године, Сава I је био рукоположен за архимандрита у Солуну. У Солуну посветили су га епископи Никола јериски, Михаило касандриски и Димитрије адрамејски за архимандрита „и даше јему, каже Доментијан, носити надбедреницу и наруквице. Се же сатворише по смотренију и по закону својему грчкому, јако бити јему архијереју”. После пада Цариграда у априлу 1204. године, маркиз од Монферата и солунски краљ Бонифације Монфератски је почео да намеће своју власт светогорским манастирима уз подршку крсташа. У ту сврху је саградио замак, одакле су манастири пљачкани и где су монаси мучени, а Света гора је потпала под његову власт.
Сава се због тога у Хиландару врло незгодно осећао, и кад му је од браће стигла порука, како је незгодно, да у тако мутним временима тело њиховог оца лежи у туђини, где влада несигурност и где оно због тога може бити изложено разним незгодама, и молба, да пренесе Немањино тело у Србију, — Сава је једва дочекао да испуни ту молбу и жељу своје браће, па је извадио очево тело из гроба, и пренео га, са разним опасностима, у Србију, где су кости оснивача и династије, дочекане са страхопоштовањем и свечано сахрањене у Студеници. Легенда је доцније исплела романтичну и сентименталну причу, како је Сава при доласку у Србију над ковчегом оца измирио завађену браћу и повратио мир у земљи и народу. После повратка у Србију Сава је, на молбу Стеванову, остао у Студеници као архимандрит и управник тога манастира.
У Студеници је Сава, у главном, наставио живот, какав је проводио у Светој Гори и Хиландару. Њему је истина и ту у Србији, у новој средини, главно била вера и верски обреди, али је ипак доласком у Србију настала велика промена у Савином раду и, како изгледа, у његовим осећајима и погледима на живот и на човеков позив.
Сава је био побегао у Свету Гору и покалуђерио се тамо, са једном жељом, да буде аскета, и са једним идеалом, да живи животом старих хришћанских светаца и мученика. Можда је већ у Светој Гори он осетио ван хришћанске љубави и једну ужу, али природну, љубав за околину, своју браћу, за земљу, где се родио и за народ, из кога је поникао. Можда је био разочаран неким појавама лицемерства и не баш светачког живота, поступака и рада понеких монаха и у Светој Гори и другде, а свакако још више неупутним поступцима, не само војних него и свештенских лица крсташких завојевача при продирању њиховом у Свету Гору. Све то заједно и несреће, које су у то доба биле снашле Србију и народ у њој, без сумње су силно утицале на Савину осетљиву и пријемчиву душу.

### Повратак у Србију
Тешке су прилике настале у Србији после Немањиног одласка у Свету Гору. И ако је Немања, за време свога дужег бављења у Србији после абдикације, био стекао пуно уверење, да се ново стање, створено његовом абдикацијом, довољно средило и учврстило, и да он може мирне душе оставити земљу, — ускоро после његовог одласка у Свету Гору почели су се јављати разни знаци, који су показивали, да прилике у земљи нису ни близу онолико сређене, колико је то Немања желео и замишљао.
Чим је Немања отишао из Србије најстарији његов син Вукан, незадовољан што је мимо њега његов млађи брат постао владалац, ударио је путем, који је био у опреци са целим Немањиним радом и свом његовом политиком. Вукан је ухватио везе са Угарском и са енергичним и предузимљивим папом Иноћентијем III, у нади, да ће помоћу њих моћи повратити своја напуштена и изгубљена права на престо. Првовенчани је истина покушао да омете Вуканову акцију у томе правцу, али је Вукан изгледа више нудио, особито Угарској, но Првовенчани. Ствари су ускоро узеле толики обрт, да није могло бити сумње у то, да ће оне довести до отвореног сукоба међу браћом.
Немања и Сава су свакако знали шта се у Србији ради и спрема. Немања је без сумње био забринут због таквог развоја ствари, и они мудри савети о слози и потреби да се иде правим путем, што их је Немања, по Савином причању, давао на самрти својој деци, свакако су изазвани и вестима о ономе, што се у то доба дешавало у Србији, јер су те вести са разлогом бацале у бригу Немању и изазивале у њему оправдану бојазан, да може доћи у питање све, што је он у току целога свог века са муком стварао.
За Немањиног живота међутим није дошло до отвореног сукоба међу браћом. Али чим је Немања склопио очи дошло је до борбе међу њима, и у Србији је букнуо грађански рат. Вукан је, помоћу угарске војске, потиснуо Првовенчаног и завладао српском државом (у пролеће 1202 г.). Али је ускоро после тога Првовенчани успео, помоћу бугарског цара Калојована, да сузбије Вукана и да опет заузме престо (у лето 1203 год.).
Ако је већ грађански рат начинио пустош у земљи и нанео силну штету и држави и народу, још је већу пустош учинила глад, која је после повратка Првовенчаног завладала у Србији, од које је силан свет помро, због које се расељавао и продавао своју децу у робље да се исхрани. Још много година после тога писац Савиног житија Доментијан цртао је живим бојама страхоте, које је у Србији изазвала та глад. Сави је иначе већ, далеко од свих својих, када је изгубио оца, морало бити необично тешко, али му је свакако морало бити још теже, кад су му почели стизати гласови о борби међу браћом, о грађанском рату у Србији и о глади, која је покосила силан свет. Вест о приликама и о догађајима у Србији узбудили су без сумње много Саву. Он је сада почео осећати, да и ван вере, поста и молитве, има и других ствари, које човека могу занимати, да има и ван питања о богу и вечном животу и других питања, која могу човека мучити, и да и ван љубави према Христу, цркви и еванђељу, има и друге љубави, која може изазивати радости и болове. Сава је онда вероватно први пут осетио, да га нешто вуче на другу страну, у обичан живот, који је он дотле избегавао, и у дневну борбу, коју је он дотле презирао. Можда је он већ онда осетио чежњу и потребу, да се врати у Србију, у живот, у практичан рад, у борбу. Ускоро су међутим у самој Светој Гори настале прилике, које су дефинитивно определиле Саву, да остави Свету Гору и да се врати у Србију.
Када су крсташи четвртог крсташког реда заузели Цариград (1204 год.) и уништили Византију, почели су они ширити своју власт на све стране. Једно одељење крсташке војске заузело је Свету Гору. Ти су крсташи, са католичким свештеницима и калуђерима, који су са њима и за њима дошли, вршили тамо разна насиља и радили на томе, да Свету Гору подвргну папској власти. У Светој Гори су онда услед тога настали нереди и завладала је велика несигурност.
Сава се због тога у Хиландару врло незгодно осећао, и кад му је од браће стигла порука, како је незгодно, да у тако мутним временима тело њиховог оца лежи у туђини, где влада несигурност и где оно због тога може бити изложено разним незгодама, и молба, да пренесе Немањино тело у Србију, — Сава је једва дочекао да испуни ту молбу и жељу своје браће, па је извадио очево тело из гроба, и пренео га, са разним опасностима, у Србију, где су кости оснивача и династије, дочекане са страхопоштовањем и свечано сахрањене у Студеници. Легенда је доцније исплела романтичну и сентименталну причу, како је Сава при доласку у Србију над ковчегом оца измирио завађену браћу и повратио мир у земљи и народу.
После више година, неслоге, оружаних сукоба и непотпуног помирења у Србији, Сава је од оба старија брата добио посланице у којима су тражили да он донесе земне остатке Светог Симеона у Србију. У Студеничком типику Сава I Немањић је записао да је осам година после смрти Симеона примио писма са молбама од „Стефана Немање и брата његовог великог кнеза Вукана“ да донесе очеве остатке у Србију. После тих молби описује да је дошао „са часним моштима у Хвосно. И сазнавши владајући син његов Стефан Немања и брат му кнез Вукан, сакупише светитеље, и јереје, и игумане са многим црнцима и са бољарима и са свима, … са великом чашћу узеше мошти господина Симеона.” Из Савиног описа тог догађаја несумњиво је да је он на том сабору деловао као помиритељ старије браће великог жупана Стефана Немање II и кнеза Вукана, а ковчег умрлог оца Светог Симеона је послужио као подсетник да се обнавља дух жеље умрлог великог жупана Стефана Немање I да два његова старија сина у слози треба да управљају Србијом онако како је то он пожелео и саопштио на сабору 25. март 1196. године када се одрицао престола.
Према писању Саве, монах Симеон (Стефан Немања) је преминуо у дубокој старости у манастиру Хиландар 13. фебруар 1200. Нема довољно разлога за сумњу у истинитост те непосредне тврдње о смрти Савиног оца коју је он поновио у два типика. Зато треба претпоставити да се повратак Саве у Србију догодио у фебруару 1208. године и да је после тога Сава постављен за игумана Студенице.
Насупрот томе данас се још прихвата уверљивом замисао Фрање Баришића из 1971. да је Свети Симеон умро 1199. године. Одатле су значајни историчари као Димитрије Оболенски и други писали како је Сава у Србију кренуо вероватно у зиму 1206/1207. године. Даље он је претпоставио да је почетком 1207. после сахрањивања Симеона у Студеници, Сава постављен за игумана Студенице, где је завео поменути Хиландарски типик са мањим изменама.
У Студеници је Сава, у главном, наставио живот, какав је проводио у Светој Гори и Хиландару. Њему је истина и ту у Србији, у новој средини, главно била вера и верски обреди, али је ипак доласком у Србију настала велика промена у Савином раду и, како изгледа, у његовим осећајима и погледима на живот и на човеков позив.
Сава је био побегао у Свету Гору и покалуђерио се тамо, са једном жељом, да буде аскета, и са једним идеалом, да живи животом старих хришћанских светаца и мученика. Можда је већ у Светој Гори он осетио ван хришћанске љубави и једну ужу, али природну, љубав за околину, своју браћу, за земљу, где се родио и за народ, из кога је поникао. Можда је био разочаран неким појавама лицемерства и не баш светачког живота, поступака и рада понеких монаха и у Светој Гори и другде, а свакако још више неупутним поступцима, не само војних него и свештенских лица крсташких завојевача при продирању њиховом у Свету Гору. Све то заједно и несреће, које су у то доба биле снашле Србију и народ у њој, без сумње су силно утицале на Савину осетљиву и пријемчиву душу.
Тако је код Саве у доба његовог доласка у Србију, наступио велики и важан прелом у животу, у његовим погледима и у целом његовом бићу. Он се и у Студеници и даље ревносно подвизао, проводио је и ту дане и ноћи у посту и молитви, био је искрено и дубоко одан вери и цркви, али Сава сада није више био, по осећајима, схватањима и погледима на живот, онај неискусни, верским фанатизмом занети младић, чији је идеал био да остави све, да се сав преда Христу, да се за веру мучи и да убија тело, да би ослободио душу.
Сава је сада био зрео човек, у најбољим годинама, пун снаге, пун идеја, пун потребе и воље за рад. За шеснаест година он се много изменио. Он је за то доба много штошта видео, много доживео и много искусио. За оно неколико година, што их је провео са својим оцем, он је слушао мудре савете, занимљиве доживљаје и практичне погледе и поуке старог, реалног и искусног Немање. Он је био познао монашки живот, за којим је толико жудио, и све његове позитивне и негативне стране, и идеалан занос и ситне интриге, које је, уосталом, и он понекада употребљавао за своје циљеве. Он је у Цариграду у два маха имао прилике да се упозна са организацијом византиске цркве и да ту, у средишту светске политике, осети пулзирање државног и народног живота. Он је видео, како се на његове очи руши једно старо царство и једна велика организована држава, и како се на њеним развалинама оснива нова држава, са новим светом, са новим погледима и принципима, са другом културом.
Све то, и године и искуство, утицало је силно на Саву. Он се потпуно развио и сазрео је. Али су се упоредо са тим сазревањем јавили код њега нови погледи на живот и на задатак, који га чека. Он је видео, да му се отвара сасвим ново поље за рад и делатност. Њихов хоризонт се сада знатно проширио, његов интерес је постао пространији. Он се истина и у Студеници и даље подвизао и проводио је много времена у цркви и на молитви, али се он изменио у многом погледу. Као да му је одједном нешто пукло пред очима; нешто га је силно вукло у акцију у народ; испосница му је постала уска, зидови ћелије постали су му тесни; он је хтео више замаха, акције, узбуђења, борбе, и он је ушао у народ, где га је народни живот, пун мана и недостатака, звао на рад и у акцију.
Када је као зрео човек у напону снаге дошао у Србију, Сава је видео и упознао народни живот у свим правцима и у сваком погледу. Он је онда видео, како је његов народ заостао, и у верском и у социјалном и у економском и у културном погледу. Сава је осетио, да је он позван, а да је и вољан и у могућности, да поправи недостатке, да помогне народу, и радом и саветом, да га дигне и морално и економски. Он је осетио у себи позив и потребу за рад и за акцију, да изађе из ћелије и цркве у државу и у народ. У њему је проврела Немањина крв и гонила га је у борбу, и он се одазвао гласу, који га је позивао с неба и изнутра, и покорио се својим унутрашњим потребама и склоностима. У Студеници је Сава постао од испосника радник у народу и за народ, од верског фанатика пропагатор социјалног морала, од младог занешењака организатор, државник и књижевник.
То је био период Савиног рада, за који је после десетак година охридски архиепископ Хоматијан у своме протесту против Савиног посвећења за архиепископа писао, да је Сава „постао готово оно што је и пре био”, да су га „домаће распре уграбиле из тврдога града Свете Горе”, те се „опет настанио у Србији, испосник се претворио у управника и саветника тамошњих послова, у посланика околним власницима… и сасвим се пустио у светске бриге и у светско славољубље, почео ићи на гозбе, почео јахати коње одабране, окићене и опремљене, почео водити многу свиту, путовати са парадом, уз пратњу велику и различиту”.
Ма колико да су ове Хоматијанове речи тенденциозне и претеране, оне јасно и пластички цртају живот Савин после повратка у Србију, и показују, колико је Савин живот и рад у то доба био другачији од онога, за којим је он жудио у својој младости, због кога је оставио родитељски дом и побегао у Свету Гору, и који је тамо проводио.
За време свог боравка у Студеници Сава се није бринуо само за свој манастир, него је већ онда, особито за мирних година, после измирења Првовенчаног са Вуканом, почео изводити велике реформе и организацију српске цркве. Сава је у то доба много путовао по народу и свуда је радио живом речју. Он је крепио у народу религиозни дух, који је био слаб, и морал, који је био на ниском ступњу; он је подизао цркве и пресађивао је религиозно и црквено уређење, како их је он видео и научио у Светој Гори, у Србију.
Када је постао игуман Студенице, Сава је саставио нови Студенички типик, вероватно 1208. или 1209. године. Главни део типика који уређује живот монаха састављен је према Хиландарском типику. Као део Студеничког типика игуман Сава је додао на његовом почетку и житије Светог Симеона, оснивача Студенице. То је данас најстарије сачувано житије за које је поуздано да је написано од српског писца. Житије Светог Симеона тако стоји на почетку оригиналне српске књижевности, а Свети Сава I Српски се назива и оснивачем српске књижевности. Сава I је у Житију Светог Симеона писао о своме оцу и оно је важан извор историјских знања. Студенички типик није сачуван у оригиналу, него постоје само касније настали преписи.
Боравак Светог Саве у Студеници учинио је да она постане средиште црквеног и књижевног стваралаштва.
Сава је много путовао по народу, поучавао га је увек и сваком приликом у свим правцима и надзирао је рад свештеника у цркви и у народу. Утицај његов и рад у то доба упућен је био у разним правцима, и ван цркве и верских ствари. Он је био у великом стилу народни учитељ и просветитељ. Он се у то доба бавио и књижевношћу, израдио је типик за манастир Студеницу, где је у уводу написао кратко житије свога оца, описао наравно у првом реду његова богоугодна дела, особито последње године његовог живота и његову смрт.
Сем религиозног, верског и црквеног рада, Сава је у то доба узимао живог учешћа у политичком животу Србије. У тешкој ситуацији, у каквој се његов брат Првовенчани, особито од 1212. до 1216. год., често налазио, због нападаја разних непријатеља на Србију, Сава се редовно налазио на руци брату, било саветом, било личном интервенцијом.
Када се бугарски династа Стрез, кога је Првовенчани, као бегунца узео био под своје окриље, без разлога одметнуо од Првовенчаног, придружио се његовим непријатељима и спремио се да удари на Србију, Првовенчани је замолио Саву, да иде Стрезу, да га уразуми, да му докаже и поучи га, да неблагодарност, коју он својим одметништвом показује према Првовенчаном, не може уродити добрим плодом, и да га увери и убеди, како је политика, коју је он сада прихватио, политика наслањања на Бугаре и Латинце, штетна и за њега самог и за његове интересе. Сава се одазвао братовљевој молби, па је отишао Стрезу и употребио је тамо сву снагу аргумента и сву моћ убеђивања да увери Стреза, како треба да се врати на стару своју политику наслањања на Србију. Али овога пута Сава није имао успеха. Стрез се није дао убедити, и остао је тврдоглаво несавитљив. Међутим оно, што није увиђао и у што се није дао убедити сам Стрез, увиђали су многи људи из његове околине. Сава није успео да убеди самога Стреза, да је пут, којим је пошао, погубан за њега, али су Савини разлози убедили многе људе из Стрезове околине, да његова нова политика може довести у незгодан и тежак положај и шкодити њиховим интересима. Међу тим људима било је и таких, који нису презали ни од каквих средстава, да би спречили извођење плана, са којим се они нису слагали. Није познато, да ли је против Стреза склопљена формална завера или су то учинили појединци или чак само један човек на свој рачун, тек када је Сава, после неуспеле мисије, оставио Стреза и пошао кући Стреза је неко од његових људи мучки убио.
Стрезова смрт била је за Првовенчаног и Србију велико олакшање, и у Србији се сматрало, да су Савина речитост, оправданост његових разлога и његове молитве знатно допринеле, да се Србија у згодан час опрости овог опасног и опаког непријатеља, о чијим су се свирепостима после још дуго причале и препричавале разне језиве приче.
Ускоро после тога Србији је загрозила нова, велика опасност од угарско-латинског савеза. На Првовенчаног су пошли угарски краљ Андрија Други и латински цар Хенрик. На глас о томе, Првовенчани је одмах и прво похитао у Студеницу. Тамо, на гробу Немањином, он је молио свога оца за помоћ и потпору, да се још једном заузме код творца, да спасе отаџбину од силних непријатеља, који су навалили на њу. Али Првовенчани, као што сам прича, је хтео уједно да у Студеници нађе Саву и да се са њиме посаветује о томе, шта да ради и шта да предузме у тешкој ситуацији, у којој се нашао. Сава је охрабрио Првовенчаног и понудио се да и сам пође са њиме непријатељима. Али Првовенчани је, изгледа, више волео да пође сам и да сам сврши ту ствар. Он је онда заиста и успео, свакако под утицајем и Савиних савета, да умешном интервенцијом и овога пута отклони опасност, која му је у овај мах била запретила.
Могло је изгледати, да је после свих великих успеха, што их је Првовенчани последњих година имао, положај Србије осигуран. Али Првовенчани није био уверен у то. Он је са разлогом мислио, да је положај његове државе несигуран, и да се разне незгоде и неприлике и сукоби свакога часа могу јавити са више страна. Стога је Првовенчани мислио, да треба нешто предузети, да би се осигурао, бар са оних страна, са којих је, по његовом уверењу, могла у тај мах Србији најпре загрозити опасност.
Та је опасност, по мишљењу Првовенчаног, могла доћи од Угарске, која је већ давно радила на томе, да продре на Балканско полуострво и да покори српске земље, и од Латинског царства које је стално тежило да обнови застарела византиска права на Србију. Првовенчани се у то доба био оженио из Млетака, унуком славног и заслужног млетачког дужда Дандола, па се, делимице по својим политичким погледима и плановима у то доба, а делимице можда и под утицајем своје младе жене, почео приближавати западу, особито Млецима и папској курији. На курији су, можда посредовањем млетачке републике, показали велику готовост, да изађу Првовенчаном у сусрет у сваком погледу и да испуне његове жеље и молбе. А тежња Првовенчаног била је, да буде заштићен од агресивних намера Угарске и Латинског царства. Уверен, да му папа може помоћи, он је тражио од папе заштиту и молио је, да му пошаље краљевску круну. Наравно да је Првовенчан за те услуге морао обећати, да ће признати папску власт и примити католичку веру. Али је за те уступке Србија имала да добије обезбеђење од непријатеља и признање државне независности, и то добитком краљевске круне са најкомпетентније стране у тај мах у Европи. За те велике користи вредело је, по мишљењу Првовенчаног, учинити и извесне жртве.
Сава међутим није могао да уђе у круг идеја Првовенчаног у тај мах. Он је био одлучно противан новом правцу политике Првовенчаног, наслањању на запад и на курију, и енергично се одупирао намери Првовенчаног, да се покори папи и да из Рима тражи краљевску круну. Првовенчани није успео да убеди Саву, да Србији са ма које стране прети велика и озбиљна опасност, због које би вредело, или због које би Србија била приморана, да чини тако велике жртве.
Као васпитаник Свете Горе Сава није марио католичку цркву, а све оно што је видео и проживео кад су Латини и католички свештеници продрли у Свету Гору и хтели да је покоре и да је приморају на признање папске власти, улило му је одвратност, страх и неповерење према католичкој цркви и њезиним представницима, и начинило га је одлучним непријатељем папе и католичке вере.
Исто тако Сава, изгледа, није имао довољно разумевања за идеју Првовенчаног, да дође до признања државне независности добитком краљевске круне из Рима. И ако је Сава државну независност без сумње високо ценио, и ако је свакако и сам желео, да Србија што пре дође до своје независности, он је вероватно сматрао, да Србија то може постићи и другим путем и на други начин, а не по тако скупу цену као што је признање католичке вере и папске власти.
Сава и Првовенчани су без сумње много говорили и расправљали о тим питањима, али нити је Сава успео да убеди Првовенчаног, да треба да напусти нов правац своје политике, којим је мислио поћи, а још мање је Првовенчани могао наговорити Саву, да раскрсти са својом прошлошћу, да напусти мишљење и назоре, у којима је васпитан и са којима је срастао, и да промени начин живота и рада, на који је био свикао. Тако су се Сава и Првовенчани дефинитивно разишли у питањима спољње политике, и Сава је љут отишао из Србије. После Савиног одласка дошао је папски легат у Србију и венчао је Првовенчаног за краља (у јесен 1217 год.).

### Сава и осамостаљење цркве у Србији 1219.
У време када је Сава био игуман у Студеници православна црква у Србији није била самостална, већ је била подређена Охридској архиепископији и имала је само три епископије (Рашку, Липљанску и Призренску) у којима су владике били Грци.
Изгледа да је 1217. папа Хонорије III у разговору са посланством великог жупана Првовенчаног брзо показао спремност да пошаље краљевску круну у Србију. Тада је Сава отишао на Свету гору 1217. а постоји претпоставка да је дошло до мањег неслагања Саве са братом Стефаном Првовенчаним. Основа за ту замисао је писање Доментијана да је игуман Сава предао игумански положај и отишао у Свету гору против воље свог брата великог жупана. Неспоразум браће није био трајан. Велики жупан је послао писмо у коме је позвао Саву да се врати, а Сава је послао одговор. Ова преписка је вероватно била наставак преговора о заједничком деловању, а Сава се дуже задржао на Светој гори.
Можда је по угледу на крунисање у Бугарској 1204. године, из Рима предложено 1217. Првовенчаном и „уздизање” црквеног старешине у Србији уз крунисање за краља. Предлог папе да по угледању на Бугарску и у Србији уздигне старешину православне цркве би објаснио зашто је Сава био незадовољан преговорима о крунисању. Преговори о крунисању су вероватно довели до преговора о српској православној цркви 1217. Када је отишао на Свету гору Сава I је ојачао везе са монасима Грцима и завршио уобличење замисли да се уздизање православне цркве у Србији затражи од васељенског патријарха и цара у Никеји. У преписци са братом постигао је сагласност о томе.
После договора са братом Сава I је отишао на преговоре у Никејско царство. У Никеју је отишао јер је падом Цариграда 1204. године престало да постоји Византијско царство. Никеја је била седиште за никејског цара Теодора I Ласкариса и васељенског патријарх Манојла Сарантена Харитопула. Од њих је Сава I тражио самосталност за православну цркву у Србији. Прилике за такав захтев биле су повољне, јер су православне епископије у Србији биле потчињене Охридској архиепископији, а она је потпадала под другу државу насталу распадом Византијског царства, Епирску деспотовину, противника Никејског царства. Поред тога понуде папе да он „уздигне” старешину православне цркве у Србији додатно су убеђивале патријарха и цара да испуне захтеве Саве Српског. За цара и патријарха у Никеји молба Саве I била је и прилика да се истакне значај Никеје као средишта источног хришћанства. Цар Теодор I Ласкарис и патријарх Манојло одлучили су да Сава I буде рукоположен за првог српског архиепископа. Према старим српским летописима то се догодило 1218/19. (6727) године, Из тога је изведено скоро неподељено мишљење код истраживача прошлости Срба је да је између 1. јануар 1219. и 31. август 1219. Сава I Немањић хиротонисан за архиепископа. Архиепископ Сава I је такође у Никеји тражио аутокефалност, тј. да његови наследници на месту архиепископа не морају да долазе у Никеју за посвећење, већ да их може изабрати и рукоположи синод новостворене архиепископије у Србији. Цар и патријарх су испунили и тај Савин захтев. Враћајући се у Србију, архиепископ Сава I је поново посетио Свету гору, а одатле је вероватно повео и неке од будућих епископа у Србији.
Архиепископ Сава I потом одлази у Солун и у манастиру Филокал завршава састављање Номоканона, то јест зборника црквених и грађанских прописа, и објављује га као Законоправило. После повратка у Рашку 1219. или 1220. године архиепископ Сава I је уређивао црквени живот новостворене архиепископије. Стварао је нове епископије, које су имале седишта у манастирима. Сви новопостављени епископи добили су по један препис Законоправила, а новоизграђени манастири су богато даровани имањима, њивама, шумама, виноградима, пашњацима и воћњацима. За седиште архиепископа одређен је манастир Жича. Није поуздано утврђен број епископија које су постојале у тек створеној архиепископији. Постоји могућност да није све нове епископије основао 1220. године, него је неке одредио касније. Сава је основао осам нових епископија: Зетску, Хумску, Дабарску, Моравичку, Топличку, Будимљанску, Хвостанску и Жичку (архиепископска епархија), а задржао је две или три старе, то јест Рашку и Призренску, а можда и Липљанску епархију. Вероватно је епископе у Расу, Призрену и Грачаници (где је могло бити седиште Липљанске епископије) као Грке и присталице охридског архиепископа Димитрија Хоматина заменио својим људима, Србима. Савино уздизање за архиепископа и смењивање епископа у Призрену изазвало је незадовољство Димитрија Хоматина. Он је у мају 1220. године упутио протестно писмо Сави. У писму приговара Сави да је монах, то јест да је неканонски уздигнут за архиепископа јер пре тога није био епископ. Последњи приговор у писму архиепископу Сави је да је тирански сменио канонски постављеног епископа у Призрену и именовао новог.

### Законоправило
Законоправило Светог Саве из 1220. године је постао основни законик српске цркве, али и државе и тако је било на известан начин први српски устав. Законоправило је зборник закона са тумачењима састављен да се уреди велика област друштвених односа, првенствено црквених, али и грађанских. Настало је да би се према њему управљале или крмариле све цркве и зато се назива и Крмчија Светог Саве. Да би се то остварило морале су га имати све цркве. Најстарији сачувани препис је из друге половине XIII века. Од друге половине XIV века Савина Крмчија се примењивала и у руској православној цркви. Део Законоправила који се односио на црквено право сачињавали су: Синопсис Стефана Ефеског, Номоканон Јована Схоластика, Номоканон у 14 наслова, Правила светих апостола, Правила светих отаца, Одлуке Васељенских и Помесних сабора и Мојсијево законодавство (3. и 5. књига Мојсијева). Део који се односио на Грађанско право сачињавали су: Изводи из Новела Јустинијанових (око 550), правни зборник који је саставио Јован Схоластик, Collectio tripartita, збирка закона из Јустинијановог законодавства и Прохирон (Закон градски) из 879. године, зборник византијског грађанског, кривичног и процесног права. Пресађивањем (рецепцијом) римско-византијског права Србија је постала саставни део европске и хришћанске цивилизације.

### Крунисање Првовенчаног на сабору у Жичи
Писани извори описују једно крунисање Стефана Првовенчаног, али у њиховом опису постоје значајне разлике. Западни писани извори (Тома Архиђакон и Андрија Дандоло) описују крунисање које је извршио 1217. године посланик папе Хонорија III. Другачије крунисање описују домаћи писци Доментијан и Теодосије. Они описују да је архиепископ Сава на сабору у Жичи извршио крунисање свога брата. Тешко је одбацити уверљиви опис који је оставио Савин ученик Доментијан. Зато је настала и друга замисао (Драгутин Анастасијевић и други) да је после осамостаљења српске архиепископије извршено поновно крунисање Стефана Првовенчаног по православном обреду. Према тој замисли око 1220. је одржан општи државно-црквени сабор, први након добијања аутокефалности, у манастиру Жичи, подигнутом као седиште нове архиепископије. На сабору је архиепископ Сава папином круном (венцем) поново крунисао (овенчао) свог брата Стефана Првовенчаног за краља, приближно онако како описују Доментијан и Теодосије Хиландарац. Недостатак ове замисли је што она није решила противречности него их је поделила у два крунисања краљевском круном истог владара. Такав поступак је могућ, али нема довољно потврде да се то догодило. Нико од извора које користимо није описао да се он крунисао краљевском круном два пута.
Доментијан Хиландарац је скоро сигурно познавао једног од присутних на крунисању, свог учитеља, Саву Српског. Доментијан је вероватно имао опис сведока крунисања, а можда је био и сам присутан у Жичи када је крунисање обављено. Архиђакон Тома Сплићанин није морао познавати папиног посланика који је однео круну и могао је писати оно што је било очекивано и како је он замишљао да се требало догодити, то јест да доносилац круне изврши и крунисање. Доментијан је важнији и поузданији извор од Томе Сплићанина. Зато је могуће да је било једно крунисање краљевском круном из Рима које је извршио архиепископ Сава I Српски у Жичи како то описује Доментијан. Сава I је постао архиепископ 1219. године, а најстарији писани извор у коме се Стефан Немања II Првовенчани појављује као „крунисани краљ” је из марта 1220. Крунидбени сабор Стефана Првовенчаног у Жичи био је вероватно на Божић 1219. године, или најкасније почетком 1220. године.

„ ... изабравши од својих ученика … епископа Методија и посла га у Рим … И написавши посланицу … папи ... молио је да му пошаље ... благословени венац, да венча свог брата на краљевство по првом отачаству краљевства њиховог, у коме се и отац њихов роди … у месту званом Диоклитија, које се зове велико краљевство од почетка ... пренесен би благословени венац у отачаство његово ... Призвавши благоверног брата свога, превеликог жупана кир Стефана, у велику архиепископију звану Жи(т)чу … преосвећени кир Сава сатвори по обичају свеноћно стојање … и после ... исхода свете литургије, узевши свети венац у великом светилишту, венча благоверног брата свога, и помаза га Духом светим на краљевство да се зове самодржавни господин кир Стефан краљ свих српских и поморских земаља.“

Доментијан Хиландарац, 
Тада крунисани краљ је као први од Немањића који је добио краљевски венац постао препознатљив у историјским изворима по кратком опису „првовенчани краљ” а данас по надимку Првовенчани, а Србија је од његове владавине постала краљевина.
Сава је пред овим сабором одржао Жичку беседу о правој вери, у којој поучава краља, властелу и новоизабране епископе основним догмама православне вере, тврдећи да су без ње добра дела узалудна. „Јер нити користи исправност живота без праве и просвећене вере у Бога, нити нас право исповедање без добрих дела може извести пред Господа, него треба имати обоје, да савршен буде човек Божји”. Том приликом, Синод православне цркве проклиње бабуне, односно богумиле, као и поглаваре босанске цркве која је примала верске прогнанике из Рашке.
Након сабора је Сава лично испитивао и покрштавао оне који нису прихватали новоуспостављену црквену хијерархију: „А оне који су проповедали јерес задржа са собом код цркве и насамо их тачно испита. Некрштенима, уз претходно проклињање јереси коју имађаху, заповеди да држе дане оглашене у чувању чистоте, и тако заповедаше им да се крсте.” Племићима (благороднима) су Сава и Стефан Немањић нудили многе дарове и почасти ако прихвате православље, а оне које нису пристали — уз понижења су протерали из земље.
Као игуман Студенице, а затим и архиепископ Србије, Сава је за свог брата и Србију обављао и дипломатске послове. Тако је Стефан Првовенчани послао архиепископа Саву (око 1220) да преговара са угарским краљем Андријом II (1205—1235) и одговори га од рата против Србије.
Стефан Првовенчани пред смрт се разболео и боловао је на неком од својих дворова. Ту га је нашао архиепископ Сава и непосредно пре смрти замонашио давши му име Симон, а умро је 24. септембра 1227. После смрти Првовенчаног, Сава је крунисао 1227. (или 1228) у Жичи његовог сина Стефана Радослава за краља Србије. Ипак, нови краљ убрзо је изгледа изазвао незадовољство свог стрица архиепископа Саве, јер се за објашњење црквених (канонских) питања обратио охридском архиепископу Димитрију Хоматину.

### Сава у Светој земљи
Мањи спор за Стефаном Радославом због краљевог обраћања охридском архиепископу могао је бити повод за архиепископа Саву да испуни своју раније насталу жељу да посети Свету земљу. Сава је отишао на своје прво путовање у земљу где се родио и проповедао Христ 1229. године, а следеће 1330. године се вратио у Србију. Од времена Светог Саве ходочашћа у Свету земљу су надахнула многе владаре, црквене великодостојнике, монахе, побожан народ, уметнике, и то надахнуће траје и данас. Међу значајнијим дародавцима православних манастира и цркава на Светој земљи су били први српски архиепископ Свети Сава, потом и други владари Немањићи, краљ Милутин и др., као и први српски патријарх Јоаникије и други.
Свети Сава је приликом првог ходочашћа у Свету земљу, подигао конаке за српске монахе у грузијском манастиру Светог Крста недалеко од Јерусалима. Потом је откупио земљиште на брду Сион и ту сазидао манастир за српске монахе, док је у Акри, у тада палестинском пристаништу, од Латина откупио Цркву Св. Ђорђа, да послужи као прихватилиште монасима.
Био је ктитор и дародавац манастира Светог Јована Богослова (кућа коју је Сава купио, конак и црква). Приликом обиласка Сиона, са јерусалимским патријархом Атанасијем, архиепископ Сава је купио кућу (Св. Јована Богослова) тј. Сионску Горницу у којој се одржала Тајна вечера, кућу је откупио од Сарацена (мухамеданаца) и платио је златом и сребром које је добио од краља Стефана Радослава.
Политички сукоби у Србији можда су и били повод и за друго Савино путовање у Свету земљу. После преврата у коме је Стефан Владислав I збацио брата Стефана Радослава и постао краљ, Сава је прво оклевао да крунише новог краља, али је затим схватио да се сукоб браће неће тиме избрисати и крунисао је новог краља крајем 1233. (или почетком 1234). Спремајући се за нову посету Светој земљи, Сава је у присуству „свих епископа, јереја и ђакона” за свог наследника на месту архиепископа именовао ученика Арсенија. Тако је отишао из Будве крајем 1233. (или 1234) на исток да још једном посети Свету земљу. Приликом другог боравка у Светој земљи, 1235. године, све своје задужбине, манастире и метохе, поклонио је великој православној Лаври Светог Саве Освећеног, којим су Срби управљали пуних 130 година и чији је Свети Сава био духовни брат.
Походио је и даривао и православни манастир Свете Катарине на Синају 1234. године. Ту је провео читав Часни пост, Свету четрдесетницу, молећи се за свој српски род и читав хришћански народ. Иначе, Манастиру Св. Катарине су Срби дали велики допринос (и где је једно време био игуман Србин Јоаникије, 14. век).

### Смрт
Са тог дуготрајног путовања у Јерусалим Свети Сава се није вратио у Србију. У повратку пролазио је кроз Бугарску и ту је преминуо око поноћи 14. јануара 1235. године, а био је сахрањен у тадашњој бугарској престоници Трнову. Бугари су желели да задрже тело побожног Саве I Српског, али је његов синовац, српски краљ Стефан Владислав, иначе зет бугарског цара Асена II, отишао к тасту да га моли за Савино тело. Преговори нису ишли лако. Ипак Иван Асен II је изашао у сусрет зету и дозволио му да годину дана после смрти Савино тело врати из Трнова у Србију. Тако је српски краљ свечано сахранио тело Светог Саве I Немањића у својој задужбини манастиру Милешеви.

### Спаљивање моштију
Мошти Светог Саве су биле у Милешеви, све док их Синан-паша током Банатског устанка није одатле отео, однео у Београд и спалио их на брду Врачар 27. априла 1594. После ослобођења од Турака на Врачару је подигнут храм посвећен Светом Сави, у знак сећања и захвалности за све оно што је Свети Сава урадио за свој народ и цркву.
Место спаљивања, међутим, вероватно није било на данашњем Врачару, који је тада био далеко изван зидина града, већ на брду „Чупина умка” на месту између данашње цркве Светог Марка (близу олтара) и спортског комплекса, а које се тада звало Врачар. По народном предању, пре спаљивања мошти, спашена је рука Светог Саве и данас се налази у манастиру Свете Тројице код Пљеваља. Осим тога сачуван је један прст који се налази у Самокову, у манастиру Покрова Пресвете Богородице.

## Наслеђе
Српска православна црква празнује Саву као светитеља 27. јануара по грегоријанском, односно 14. јануара по јулијанском календару. Празник Светог Саве, Савиндан, обележава се као школска слава у свим школама у Србији и Републици Српској, а многим занатлијама Савиндан је еснафска слава. Такође се обележава и спаљивање моштију Светог Саве.
Растко Немањић је један од првих оснивача великих ризница у Срба. У Цариграду, Александрији и Антиохији је набављао скупоцене предмете, које је по повратку у земљу даривао манастирима Студеница и Жича. Најстарији попис ризнице у српској историји је урадио сам Свети Сава, пред своју смрт, и пописи су обухватали садржај ризница манастира Студенице и Жиче.
Стефан Вукчић Косача се 1448. године, по освајању манастира Милешева, прогласио „херцегом од Светог Саве”, а област којом је управљао касније је добила име Херцеговина. Цетињски манастир чува његов епитрахиљ.
По њему је названо више основних школа и гимназија у Србији и Републици Српској. У Букурешту постоји елитна румунска гимназија „Свети Сава” коју је похађао и румунски краљ Михај.
Његов култ је посебно развијен у Боки которској.
Краљ Никола је написао Пјесму Светом Сави.

## Књижевни рад
Савин књижевни рад је веома обиман, и намењен је поглавито организацији манастира. Најпре је написао три типика (правилника): „Карејски типик”, „Хиландарски типик” и „Студенички типик”. На почетку „Студеничког типика” описао је живот ктитора тог манастира, свог оца Стефана Немање, у монаштву названог Симеон. „Житије Светог Симеона”, које се доцније издвојило из „Студеничког типика” и осамосталило, најважније је Савино дело. Световни живот Немањин описан је у њему кратко, а монашки са више детаља. Под утицајем ове биографије развио се потпуно самосталан књижевни род житија (биографија) српских владалаца и светаца.
Остали Савини списи су:
- „Служба Светом Симеону”,
- „Посланица игуману Спиридону” (прво сачувано приватно писмо у српској књижевности)
- „Устав за држање „Псалтира”
- „Номоканон” или „Законоправило” (обиман зборник црквених и световних закона и прописа)
- „Синодик православља”
- „Номоканунац” (мали Номоканон)
- „Света словеса Светога Саве”
- Благодарна молитва за цара Калојана
- Завештање сабору отачаства свога
- Предсмртно завештање Светога Саве
- Похвала Светом Симеону
- Посланице
- Посланица родитељима из Светог Пантелејмона
- Посланица Стефану Немањи
- Прва посланица брату Стефану
- Друга посланица брату Стефану
- Посланица ка великоме чудотворцу
- Посланица живоме и после смрти, богоносном Симеону,
- Трећа посланица брату Стефану
- Посланица папи велике Римске државе
- Посланица охридском архиепископу Димитрију Хоматијану
- Беседе
- Прва студеничка беседа,
- Друга студеничка беседа,
- Жичка беседа изабраним пастирима
- Жичка беседа о правој вери
- Жичка беседа о поучавању ученика
- Жичка беседа ка освећеним епископима
- Беседа о Светој Тројици
- Слово о љубави

По речима Милана Кашанина, „истинској књижевности и оригиналном стваралаштву од онога што је Сава написао припада у свему стотинак страница”.
„Житије Светог Симеона” се састоји од једанаест поглавља, која се могу груписати у следеће садржинске целине:
- Градња манастира Студенице
- Немањин силазак са престола
- Одлазак Св. Симеона у Свету гору
- Смрт Св. Симеона
- Пренос Немањиних (Симеонових) моштију у Србију

## Галерија
- Пострижење Светог Саве (Свети Сава одриче повратак своме краљевском дому), 1907. година; Стеван Тодоровић.
- Светлопис мозаика Светог Саве на западном зиду, извана, храма Преподобног Симеона митоточивог на Новом Београду.
- Икона Светог Саве на Косову.
- Свети Сава крунише свог брата Стефана Првовенчаног, Анастас Јовановић.
- Мозаик светог Саве.
- Св. Сава Неманић. Фреска из 13. века у цркви Светих Апостола у Пећи, Косово.
- Свети Сава, Димитрије Аврамовић, 1852.
- Спаљивање моштију Светог Саве, Стеван Алексић (1912).
- Икона Светог Саве.
- Кристални крст Светог Саве из 13. века, Херцег Нови, манастир Савина.